# Kathy Wambe
Kathy Wambe (Tournai, 7 novembre 1981) è un'ex cestista belga.
Alta 175 cm, giocava come guardia.

## Carriera

### Nei club
Nel 2012-13, ha segnato 9 punti nella sfida di Supercoppa italiana vinta contro Taranto il 7 ottobre 2012. Ha vinto poi anche la Coppa Italia nella finale contro Lucca e completato il treble con la conquista dello scudetto, sempre in finale contro Lucca, il 4 maggio, vincendo anche il titolo di MVP della finale. Nel 2013-14 torna in Belgio per vestire la maglia della Belfius Namur Capitale, con cui disputa l'Eurocoppa.

### In Nazionale
Nel 2007 è stata convocata per gli Europei in Italia con la maglia del Belgio.

## Palmarès
- Campionato italiano: 2
Cras Taranto: 2009-10; Pall. Femm. Schio: 2012-13
- Coppa Italia: 1
Pall. Femm. Schio: 2013
- Supercoppa italiana: 3
Cras Taranto: 2009, 2010;
Pall. Femm. Schio: 2012